# Rivière-Pilote
Rivière-Pilote é uma comuna francesa no departamento ultramarino da Martinica. Estende-se por uma área de 35.78 km², e possui 11.972 habitantes, segundo o censo de 2018, com uma densidade de 330 hab/km².